# El rey del Once
Pour plus de détails, voir Fiche technique et Distribution.
El rey del Once est un film argentin réalisé par Daniel Burman, sorti en 2016.

## Synopsis
Ariel revient à Buenos Aires pour retrouver son père, Usher, qui a fondé une organisation caritative nommée Once.

## Fiche technique
- Titre : El rey del Once
- Réalisation : Daniel Burman
- Scénario : Daniel Burman
- Photographie : Daniel Ortega
- Montage : Andrés Tambornino
- Production : Daniel Burman et Diego Dubcovsky
- Société de production : BD Cine, Pasto et Televisión Federal
- Société de distribution : Kino Lorber (États-Unis)
- Pays :  Argentine
- Genre : Comédie dramatique
- Durée : 82 minutes
- Dates de sortie : 
  -  Argentine : 11 février 2016

## Distribution
- Alan Sabbagh : Ariel
- Julieta Zylberberg : Eva
- Usher Barilka : Usher
- Elvira Onetto : Susy
- Adrián Stoppelman : Mamuñe
- Daniel Droblas : Hercules
- Elisa Carricajo : Mónica
- Uriel Rubin : Marcelito Cohen

## Accueil
Le film a reçu un accueil plutôt favorable de la critique. Il obtient un score moyen de 66 % sur Metacritic.